# زیاد جزیری
زیاد جزیری (عربی: زیاد جزیری؛ زادهٔ ۱۲ ژوئیهٔ ۱۹۷۸) یک بازیکن فوتبال اهل تونس است.

## تیم ملی
وی همچنین در تیم ملی فوتبال تونس بازی کرده‌است.